# Besleria angusta
Besleria angusta är en tvåhjärtbladig växtart som beskrevs av Conrad Vernon Morton. Besleria angusta ingår i släktet Besleria och familjen Gesneriaceae. Inga underarter finns listade i Catalogue of Life.